# Linea Higashiyama
La linea Higashiyama (東山線?, Higashiyama-sen), o linea 1, cui stazioni sono identificate con la lettera H, è una delle linee della metropolitana di Nagoya nella città di Nagoya in Giappone. La linea collega la stazione centrale alla zona del centro di Sakae, e questo la rende la linea più utilizzata di tutta la rete cittadina, con circa 200.000 passeggeri al giorno.

## Storia
La linea Higashiyama fu la prima linea metropolitana di Nagoya, aperta inizialmente il 15 novembre 1957 con sole tre stazioni, e precisamente Nagoya, Fushimimachi e Sakaemachi. Inizialmente la metropolitana utilizzava sei treni a vetture della serie 100. Venne in seguito estesa da Sakaemachi (poi rinominata "Sakae") a Ikeshita nel 1960, e ancora a Higashiyama Kōen nel 1963 e fino a Hoshigaoka nel 1967.
Nel frattempo la linea veniva estesa a Nakamura Kōen e da Hoshigaoka al suo attuale termine di Fujigaoka il 1º aprile 1969. L'ultima estensione è quella di Takabata, il 21 settembre 1982.

## Percorso
| Numero | Nome staziome                        | Giapponese | Distanza (km) | Collegamenti | Posizione   | Posizione |
| ------ | ------------------------------------ | ---------- | ------------- | --- | ----------- | --------- |
| H01    | Takabata                             | 高畑       | 0.0           | Metropolitana di Nagoya: Linea Kanayama (in progetto) | Nakagawa-ku | Nagoya    |
| H02    | Hatta                                | 八田       | 0.9           | Linea principale Kansai Linea Kintetsu Nagoya (Kintetsu-Hatta) | Nakagawa-ku | Nagoya    |
| H03    | Iwatsuka                             | 岩塚       | 2.0           | | Nakamura-ku | Nagoya    |
| H04    | Nakamura Kōen                        | 中村公園   | 3.1           | Linea Sakura-dōri (estensione in progetto) | Nakamura-ku | Nagoya    |
| H05    | Nakamura Nisseki                     | 中村日赤   | 3.9           | | Nakamura-ku | Nagoya    |
| H06    | Honjin                               | 本陣       | 4.6           | | Nakamura-ku | Nagoya    |
| H07    | Kamejima                             | 亀島       | 5.5           | | Nakamura-ku | Nagoya    |
| H08    | Nagoya                               | 名古屋     | 6.6           | Linea Sakura-dōri (S02) ■ Linea principale Chūō ■ Linea principale Kansai ■ Linea principale Takayama ■ Linea principale Tōkaidō ■ Tōkaidō Shinkansen ■ Linea Kintetsu Nagoya (Stazione Kintetsu) ■ Linea Meitetsu Nagoya (Stazione Meitetsu) ■ Linea Aonami (AN01) | Nakamura-ku | Nagoya    |
| H09    | Fushimi                              | 伏見       | 8.0           | Linea Tsurumai (T07) | Naka-ku     | Nagoya    |
| H10    | Sakae                                | 栄         | 9.0           | Linea Meitetsu Seto (Sakaemachi) Linea Meijō (M05) | Naka-ku     | Nagoya    |
| H11    | Shinsakae-machi                      | 新栄町     | 10.1          | Linea Kamiiida (estensione in progetto) | Higashi-ku  | Nagoya    |
| H12    | Chikusa                              | 千種       | 11.0          | Linea principale Chūō | Higashi-ku  | Nagoya    |
| H13    | Imaike                               | 今池       | 11.7          | Linea Sakura-dōri (S08) | Chikusa-ku  | Nagoya    |
| H14    | Ikeshita                             | 池下       | 12.6          | | Chikusa-ku  | Nagoya    |
| H15    | Kakuōzan                             | 覚王山     | 13.2          | | Chikusa-ku  | Nagoya    |
| H16    | Motoyama                             | 本山       | 14.2          | Linea Meijō (M17) | Chikusa-ku  | Nagoya    |
| H17    | Higashiyama Kōen (Parco Higashiyama) | 東山公園   | 15.1          | Linea Tōbu (in progetto) | Chikusa-ku  | Nagoya    |
| H18    | Hoshigaoka                           | 星ヶ丘     | 16.2          | Linea Tōbu (in progetto) | Chikusa-ku  | Nagoya    |
| H19    | Issha                                | 一社       | 17.5          | | Meito-ku    | Nagoya    |
| H20    | Kamiyashiro                          | 上社       | 18.6          | | Meito-ku    | Nagoya    |
| H21    | Hongō                                | 本郷       | 19.3          | | Meito-ku    | Nagoya    |
| H22    | Fujigaoka                            | 藤が丘     | 20.6          | Linimo (L01) | Meito-ku    | Nagoya    |